# Flaschendrehen

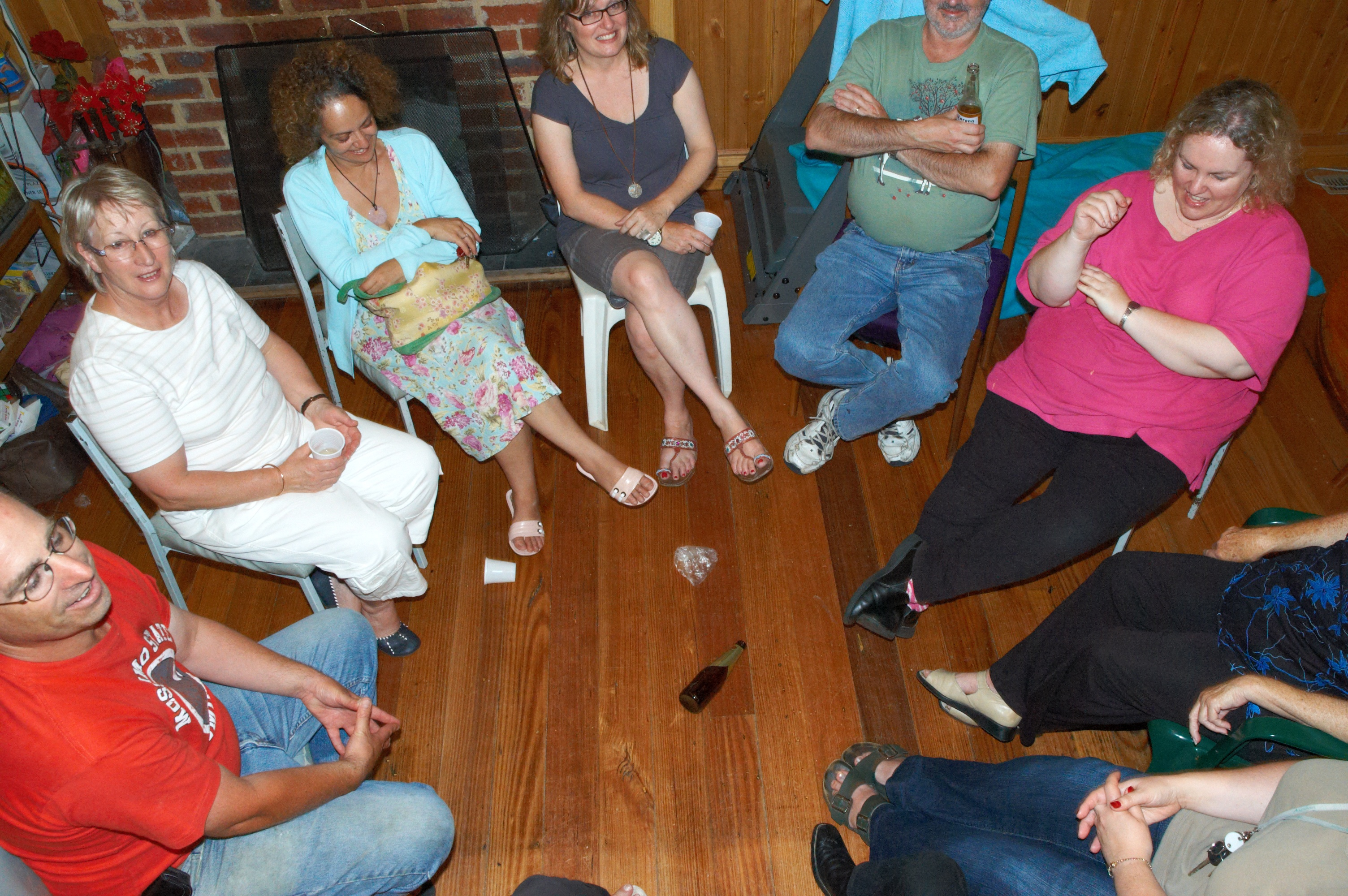
Typisches Spielbild

Flaschendrehen ist ein Spiel, bei dem nach dem Zufallsprinzip Spieler ausgewählt werden, um bestimmte Aufgaben zu erfüllen.

## Als Auswahl
Im geselligen Kreis wird oft eine leere Flasche im Sitzkreis gedreht, um anhand der Richtung, in die die Öffnung des Flaschenhalses letztlich zeigt, denjenigen durch Zufall zu bestimmen, der als Nächster an der Reihe ist, etwas Bestimmtes zu tun. Üblicherweise wird vorher festgelegt, was derjenige dann machen soll. Der Gewählte darf dann als Nächster die Flasche drehen.

## Als erotisches Spiel
Kinder und Jugendliche spielen Flaschendrehen oft, um erotische und/oder sexuelle Erfahrungen zu machen. Die Spiele werden deshalb meist in unbeobachteten Situationen, manchmal an geheimen Orten gespielt. Die Standardaufgabe ist, einen Mitspieler (bei beidseitigem Einverständnis) zu küssen. Der Küsser wird durch die Flasche ausgewählt. Er dreht die Flasche ein weiteres Mal und muss denjenigen, auf den die Flasche zeigt, küssen. Der Geküsste dreht nun wiederum die Flasche und küsst den, auf den die Flasche zeigt, dann ist dieser an der Reihe und immer so weiter.
Es gibt weitere Varianten: Der oder die zu Küssende wird meist durch den Ausgewählten bestimmt. Diese dürfen jedoch verweigern. Die Art des Kusses wird entweder vorher bestimmt oder zwischen Küsser und Geküsstem ausgehandelt. 
Ältere Jugendliche und Erwachsene wählen auch weitergehende Aufgaben. Eine verbreitete Variante ist, dass der Ausgewählte Kleidungsstücke ablegen soll. Manchmal wird es auch mit dem Spiel Wahrheit oder Pflicht kombiniert.
Im postpornographischen Film „Häppchenweise“ wird das Flaschendrehen mit dem Ziehen von Karten mit Fragen und Aktionen rund um Sex verbunden.

## Als Gesellschaftsspiel
Flaschendrehen wird auch als allgemeines Gesellschaftsspiel gespielt. Je nach Art der Gruppe werden von den Spielern unterschiedlichste Themen gewählt. Aus diesen werden dann Fragen und Aufgaben gestellt.
In einer Variante wird bei falscher Antwort oder bei Nichterfüllung der Aufgabe eine Strafe verhängt, die der Betreffende dann erfüllen muss.
Inzwischen gibt es viele kommerzielle Angebote, bei denen die Fragen und Aufgaben auf Karten geschrieben sind. Die Auswahl erfolgt dabei meist mit einem Würfel. Die Spiele sind auf spezielle Spielergruppen und entsprechende Themen zugeschnitten. Die meisten behandeln Beziehungs- und Partnerschaftsfragen, die persönliche und psychologische Entwicklung, oder allgemein die Einstellung zum Leben. Bekannte Spiele sind: „Guss und Cariso“, Therapy, Team-Work.

## Als Mutprobe
Besonders in Jugendgruppen wird Flaschendrehen für Mutproben verwendet. Die Gruppe denkt sich besondere herausfordernde Aufgaben aus, welche die Gewählten dann erfüllen müssen. Manche Aufgaben beziehen auch Erfahrungen außerhalb der Gruppe, beispielsweise in der Öffentlichkeit oder mit unbeteiligten Dritten, mit ein.

## Ähnliche Spiele
- Pfänderspiel
- Strip-Poker
- Wahrheit oder Pflicht